# دم‌شترمرغی
دم‌شترمرغی‌ها (به انگلیسی: Emutail)، یک جفت از گونه‌های پرندگان هستند که در گذشته به سرده Dromaeocercus اختصاص داشتند. هر دو در خانواده سسکان ملخی جای می‌گیرند.

## گونه‌ها
- دم‌شترمرغی قهوه‌ای، Bradypterus brunneus
- دم‌شترمرغی خاکستری، Bradypterus seebohmi